# جائحة فيروس كورونا في سان بارتيلمي
توثق هذه المقالة آثار جائحة فيروس كورونا 2019-2020 في مجموعة ما وراء البحار سان بارتيلمي التابعة لفرنسا، وقد لا تشمل جميع الاستجابات والإجراءات الرئيسية حتى الآن.

## خلفية
في 12 يناير 2020، أكدت منظمة الصحة العالمية عن ظهور فيروس كورونا المستجد كسبب للمرض التنفسي الذي أصاب مجموعة من الأشخاص في مدينة ووهان، مقاطعة خوبي، الصين، إذ أُبلغ عنهم إلى منظمة الصحة العالمية في 31 ديسمبر 2019. كانت نسبة الوفيات بين الحالات المُشخصة بكوفيد-19 أقل بكثير من جائحة فيروس سارس في عام 2003، لكن انتقال العدوى كان أكبر، والوفيات أيضًا.

## الجدول الزمني
في 1 مارس 2020 ، شُخصت إصابة أحد سكان جزيرة سان بارتليمي الفرنسية بـ كوفيد-19 . كما كان اختبار والديه في جزيرة سانت مارتن المجاورة إيجابيًا.
أُكدت ثلاث حالات من الفيروس التاجي (كوفيد-19) في جزيرة سانت بارتيليمي الفرنسية (سانت بارت) وسانت مارتن الفرنسية في 1 مارس 2020. وأكد مختبر معهد باستور في غوادلوب والذي يجري اختبارات للفيروس الحالات. تتعلق الحالة بأحد سكان سانت بارتيليمي وأقاربه الزائرين. تم عزل الشخص في منزله في سانت بارتيليمي وتحت المراقبة اليومية بينما كان والديه معزولين في مستشفى لويس كونستانت فليمينغ في سانت مارتن الفرنسية. جاء الزوجان من باريس، فرنسا لزيارة ابنهما، الذي يعيش في سان بارتليمي.